# Caffrogobius
A Caffrogobius a csontos halak (Osteichthyes) főosztályának a sugarasúszójú halak (Actinopterygii) osztályába, ezen belül a sügéralakúak (Perciformes) rendjébe, a gébfélék (Gobiidae) családjába és a Gobiinae alcsaládjába tartozó nem.

## Rendszerezés
A nembe az alábbi 7 faj tartozik:
- Caffrogobius agulhensis (Barnard, 1927)
- Caffrogobius caffer (Günther, 1874)
- Caffrogobius dubius (Smith, 1959)
- Caffrogobius gilchristi (Boulenger, 1898)
- Caffrogobius natalensis (Günther, 1874)
- Caffrogobius nudiceps (Valenciennes, 1837) - típusfaj
- Caffrogobius saldanha (Barnard, 1927)